# Abibata Shanni Mahama Zakariah
Abibata Shanni Mahama Zakariah là một Giám đốc ngân hàng Ghana và Giám đốc điều hành của Trung tâm tài chính vi mô và cho vay nhỏ lẻ, một cơ quan thuộc chính phủ Ghana.